# Scalenodontoides
Scalenodontoides — вимерлий рід травоїдних цинодонтів родини травоїдних цинодонтів. Він жив під час пізнього тріасу на території Південної Африки. Типовим видом є Scalenodontoides macrodontes. Його назвали в 1957 році А. В. Кромптон і Ф. Елленбергер. Arctotraversodon plemmyrodon спочатку був класифікований як вид Scalenodontoides, але в 1992 році був виділений власний рід. Його знаходять у зоні скупчення скаленодонтоїдів формації Елліот, яка названа на честь цього. Це одна з геологічно наймолодших траверсодонтід, поряд із передбачуваним траверсодонтідом Boreogomphodon. Він тісно пов'язаний з Exaeretodon і Siriusgnathus, але відрізняється наявністю шельфоподібного розширення його тім'яної частини, яке називається потиличним столиком. Хоча найбільший відомий повний череп має довжину лише 248 міліметрів, можливо, це був найбільший нессавцевий цинодонт, оскільки неповна морда належала б екземпляру з орієнтовною довжиною черепа 617 міліметрів.